# Enrico Cester
Pour les articles homonymes, voir Cester.
Enrico Cester, né le 16 mars 1988 à Motta di Livenza en Italie, est un joueur italien de volley-ball. Il mesure 2,04 m et joue central. Il est international italien.

## Clubs
| Club                               | De        | À         |
| ---------------------------------- | --------- | --------- |
| Pallavolo Città di Castello        | 2008-2009 | 2008-2009 |
| Pallavolo Loreto                   | 2009-2010 | 2009-2010 |
| Umbria Volley                      | 2010-2011 | 2010-2011 |
| Top Volley Latina                  | 2011-2012 | 2011-2012 |
| New Mater Volley Castellana Grotte | 2012-2013 | 2012-2013 |
| PRC Ravenne                        | 2013-2014 | ...       |

## Palmarès
Néant.